# Dryodurgades
Dryodurgades — род цикадок из отряда Полужесткокрылых.

## Описание
Цикадки длиной около 3—4 мм. Стройные, с узким, почти параллельно-сторонним или слега расширяющимся у глаз теменем и густой сетью вторичных жилок на переднем крыле самцов. Для СССР указывалось около 4 видов.
- Dryodurgades hasssanicus Vilb